# Нурпеїсової
Нурпеї́сової (каз. Нұрпейісова) — станційне селище у складі Курмангазинського району Атирауської області Казахстану. Входить до складу Кігаського сільського округу.
У радянські часи селище називалось імені Діни Нурпеїсової.
Населення — 324 особи (2021; 500 у 2009, 0 у 1999, 659 у 1989).